# Giovanni Roberti di Castelvero
Giovanni Francesco Roberti di Castelvero (Torino, 18 maggio 1883 – Sanremo, 26 febbraio 1958) è stato un generale e aviatore italiano, pioniere dell'Aviazione Navale negli anni dieci del XX secolo, decorato di cinque Medaglie d'argento al valor militare, e della Croce di Cavaliere dell'Ordine militare di Savoia nel corso della prima guerra mondiale.

## Biografia

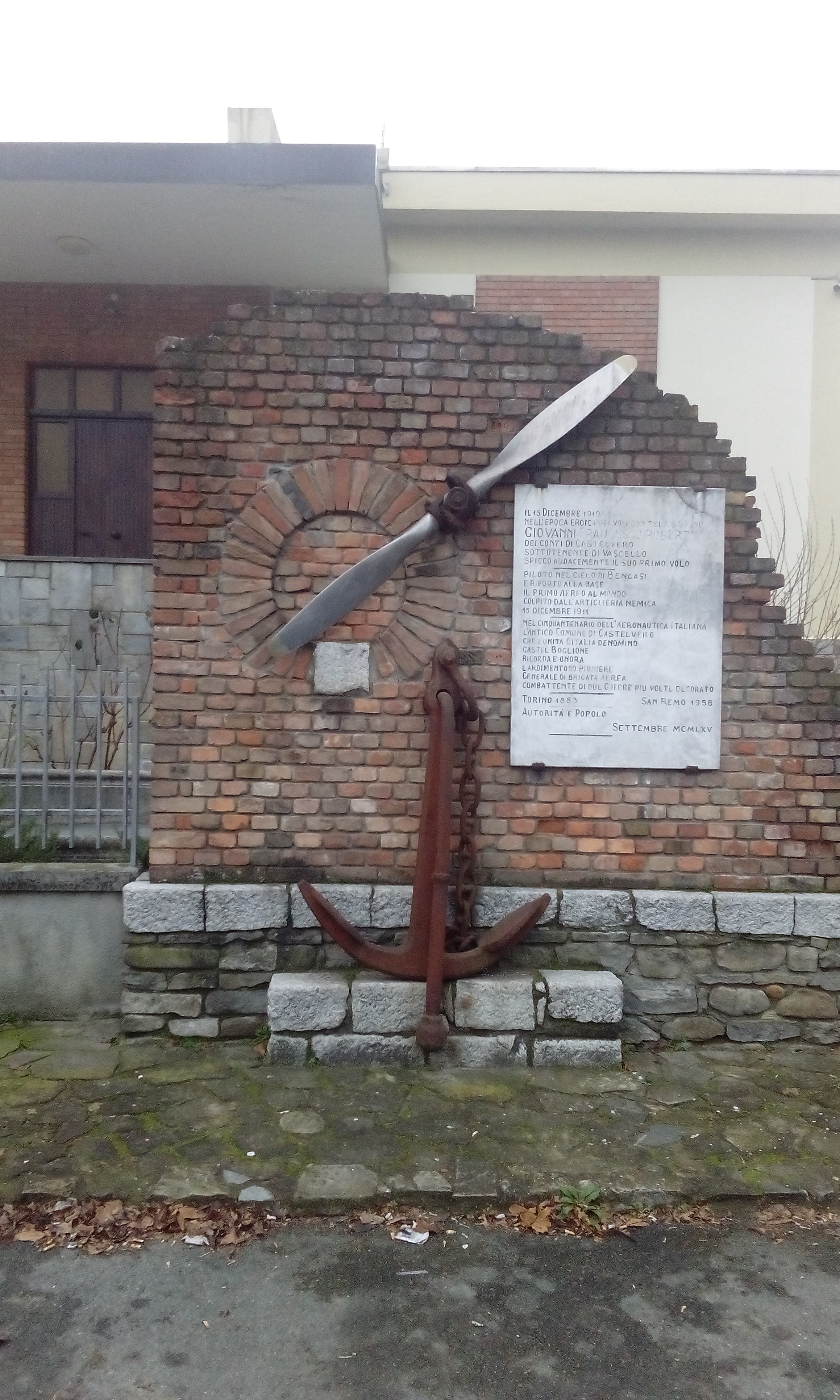
Il monumento a Giovanni Francesco Roberti di Castelvero Castel Boglione.

Nacque a Torino il 18 maggio 1883. Arruolatosi nella Regia Marina, nel 1900 fu ammesso a frequentare l'Regia Accademia Navale di Livorno divenendo guardiamarina nel 1903. Prestò servizio a bordo di varie unità navali fu promosso sottotenente di vascello, ed appassionatosi al mondo dell'aviazione conseguì il brevetto di pilota ad Aviano il 30 giugno 1911 volando a bordo di un velivolo Blériot XI. In quello stesso anno prese parte ad alcuni raid sportivi, ed al "Primo circuito aereo italiano". 
Dopo lo scoppio della guerra italo-turca fu mandato in Libia, dove svolse attività di volo eseguendo missioni di ricognizione e bombardamento contro le forze turche e libiche, venendo decorato di Medaglia d'argento al valor militare e promosso tenente di vascello nel 1912. Poco prima del termine del conflitto rientrò in Patria, e per decisione del Vice ispettore dei Servizi Aeronautici Ludovico De Filippi destinato a seguire in corso di pilotaggio presso la scuola di Jean les Pins, in Francia, insieme a Manlio Ginocchio, Guido Scelsi, Giuseppe Garassini Garbarino, e lo stesso De Filippi. Inoltre furono acquistati tre idrovolanti Curtiss e due Borel destinati alla Scuola di aviazione della Marina di Venezia costituita nell'aprile 1913. Nel corso del 1914 eseguì numerose esercitazioni insieme alla Squadra navale.
Dopo l'entrata in guerra del Regno d'Italia, avvenuta il 24 maggio 1915, dall'idroscalo di Venezia iniziò subito le operazioni belliche contro il nemico in qualità di caposquadriglia. Si distinse nel corso delle operazioni belliche, venendo decorato con altre due Medaglie d'argento al valor militare e con la Croce al merito di guerra nel 1916. Il 1 aprile 1916, insieme all'osservatore sottotenente di vascello Lionello Caffaratti su Macchi L.1 della nave portaidrovolanti Europa, ammarò con il suo idrovolante davanti a Punta Samana, vicino a Fier, e insieme ad altri tre ufficiali (i Capitani Leopoldo De Rada e Fausto Pesci e due motoristi della 13ª Squadriglia da ricognizione e combattimento) sbarcò incendiando baracche e depositi, e volgendo in fuga alcuni soldati austroungarici.
Promosso capitano di corvetta per merito di guerra nel 1918, l'anno successivo fu insignito della Croce di Cavaliere dell'Ordine militare di Savoia. Nel 1921 fu collocato in aspettativa per infermità, e nel 1922 per riduzione dei quadri in servizio. Con la costituzione della Regia Aeronautica, il 23 marzo 1923, nel settembre di quell'anno fu richiamato in servizio attivo, e trasferito alla nuova arma venendo cancellato dai ruoli della Marina il 24 gennaio 1924. Raggiunse il grado di generale di brigata aerea. Si spense a Sanremo il 26 febbraio 1958.
Sposò la nobile Emilia dei baroni Chantal, senza prole. Gli è stato dedicato un monumento nell'odierna Castel Boglione, feudo dei suoi avi.

### Annotazioni
1. ↑  Cinquantaduesimo aviatore italiano a conseguire il brevetto di aviatore.

### Fonti
1. 1 2 3 4 5 6 7 8 9 10  Alberini, Prosperini 2015, p. 453.
2. ↑  Antonellini 2008, p. 16.
3. 1 2  Antonellini 2008, p. 17.
4. ↑  Il Cielo, rivista di aviazione e locomozione n.7, 10 aprile 1919, p. 104.
5. 1 2  Alberini, Prosperini 2015, p. 454.
6. ↑  C. Chiaborelli, La nobile famiglia Roberti, in Rivista di storia, arte, archeologia della provincia di Alessandria, Società di Storia, Arte e Archeologia per la Provincia di Alessandria 1892-1935, Casale Monferrato, 1934.
7. ↑  Ufficio Storico dell'Aeronautica Militare 1969, p. 168.
8. ↑   Quirinale - visto 11 gennaio 2019
9. ↑  F.O. Marina n.136 del 20 maggio 1919.
10. ↑  Gazzetta Ufficiale del Regno d'Italia n.187 del 14 agosto 1931, pag. 1080.